# Nicolas Saint-Martin
Nicolas Saint-Martin (ur. 10 sierpnia 1753 w Trois-Rivières, zm. 12 lipca 1823  w Yamachiche (Quebec)) – kanadyjski oficer policji, polityk w Dolnej Kanadzie.
Zgłosił się na ochotnika do brytyjskiej armii podczas amerykańskiej Inwazji w 1775-1776.  w 1784 ożenił się z Marie-Louise Godefroy de Tonnancour. W 1792 został wybrany na posła do parlamentu Dolnej Kanady. Tego samego roku wstąpił do lokalnej milicji. W 1812 awansował na podpułkownika i służył podczas wojny. Zmarł z powodu porażenia.